# Nuctenea
Nuctenea là một chi nhện trong họ Araneidae.

## Các loài
Các loài trong chi này gồm:
- Nuctenea cedrorum (Simon, 1929) — Algerije
- Nuctenea silvicultrix (C. L. Koch, 1835) — miền Cổ bắc
- Nuctenea umbratica (Clerck, 1757) — Europa tot Azerbaidzjan
  - Nuctenea umbratica nigricans (Franganillo, 1909) — Portugal
  - Nuctenea umbratica obscura (Franganillo, 1909) — Portugal

## Hình ảnh

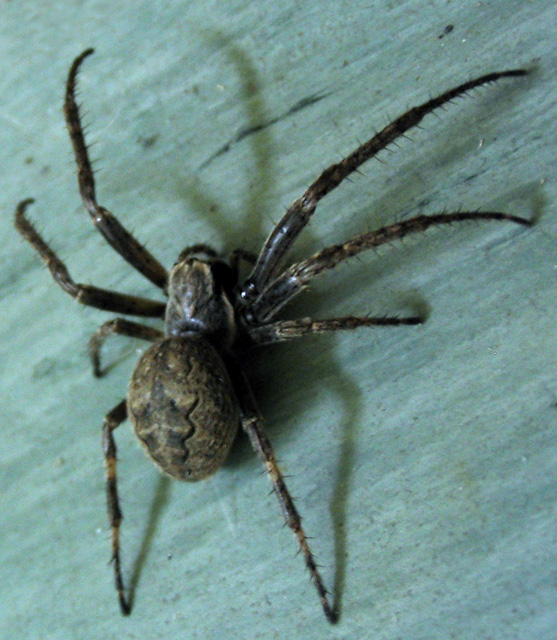
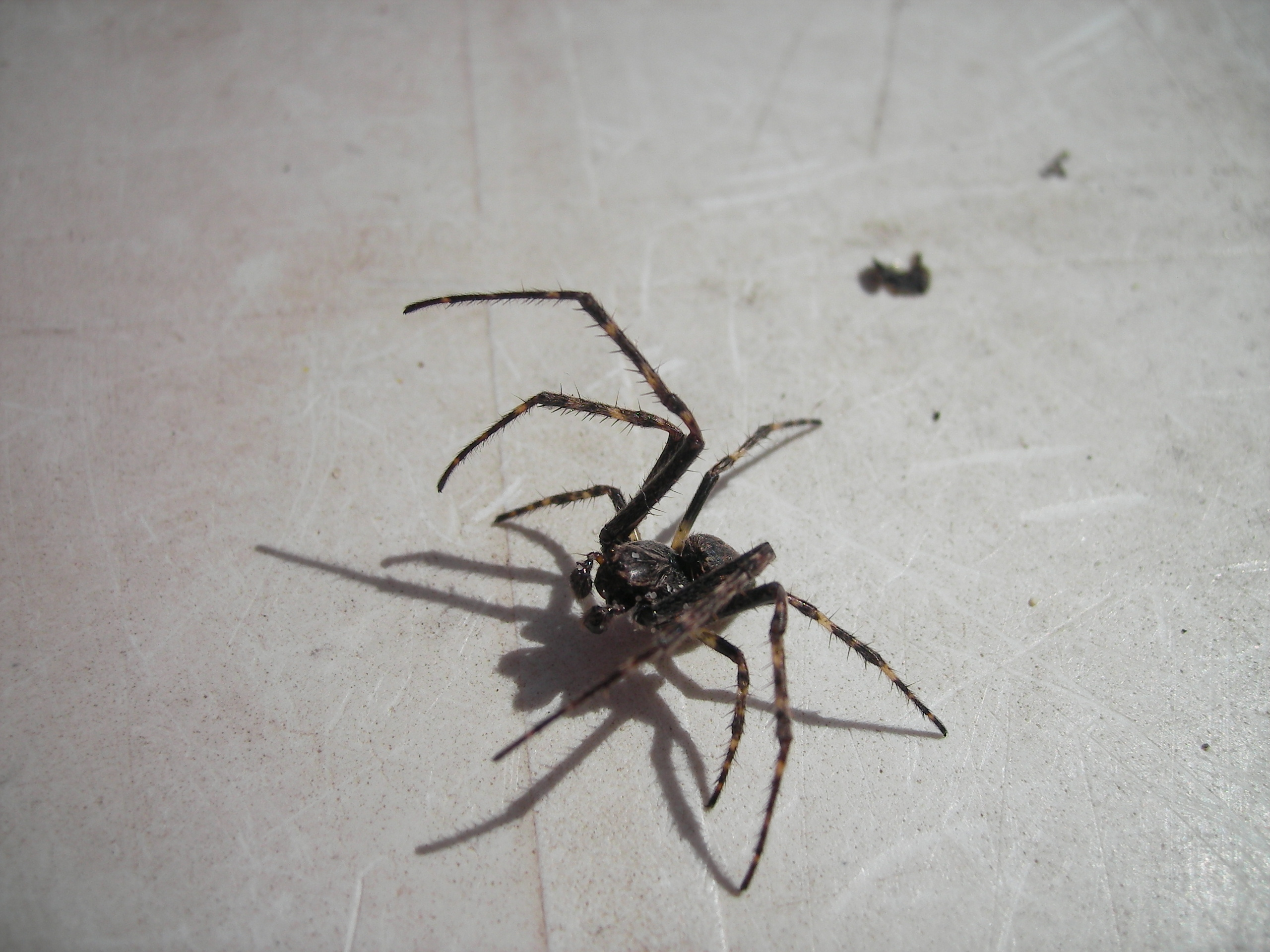
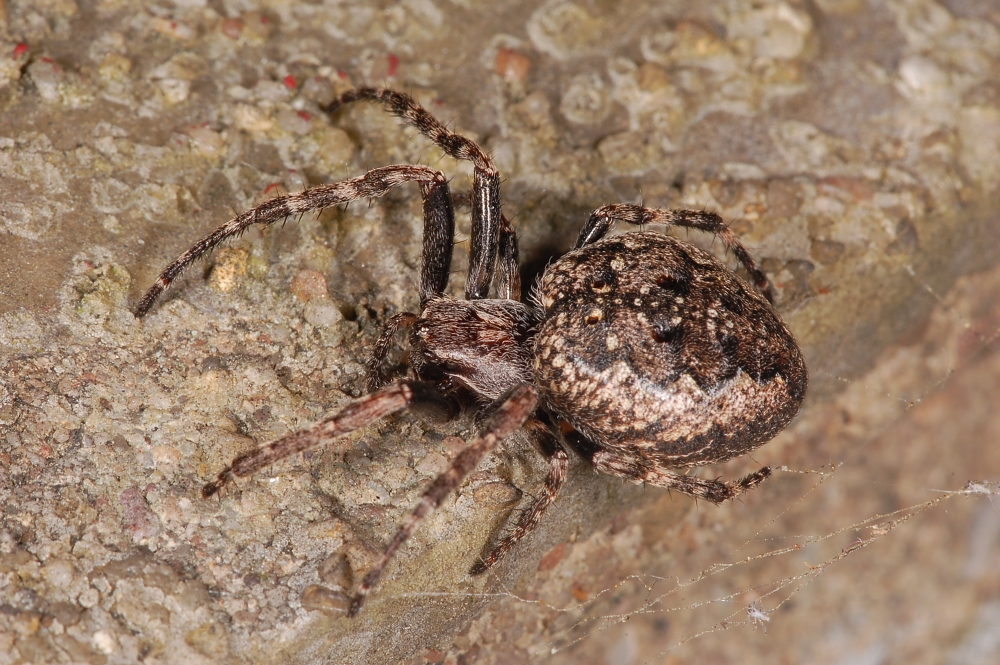
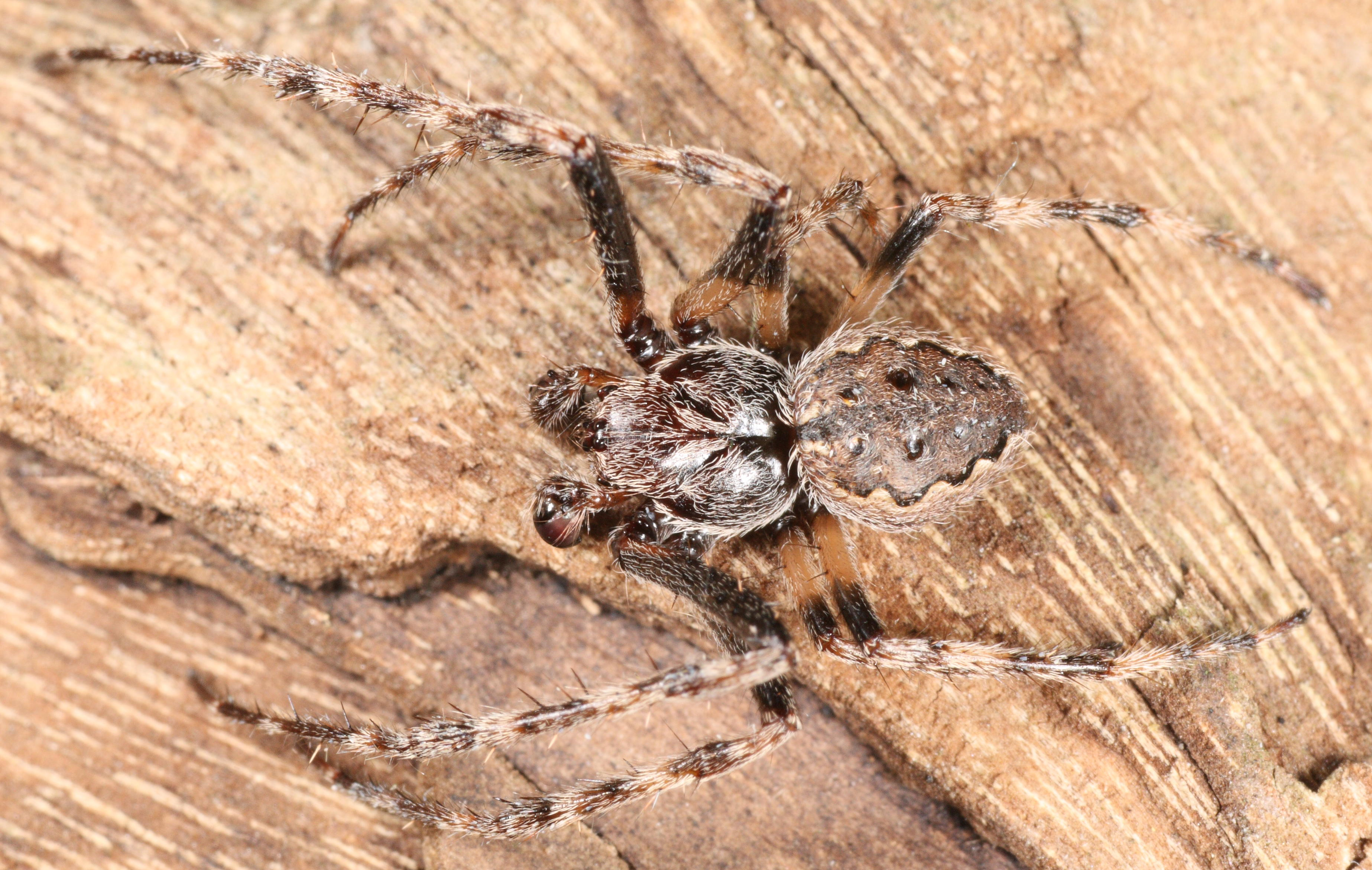
♂]]